# Butofilolol
Butofilolol (Cafide) je beta-blokator koji potencijalno može naći primenu u tretmanu primarne hipertenzije (visokog krvnog pritiska). Ovaj lek nije plasiran na tržište.